# Bennie Maupin
Bennie Maupin (* 29. srpna 1940) je americký jazzový saxofonista a flétnista. V šedesátých a sedmdesátých letech spolupracoval s trumpetistou Milesem Davisem (hrál například na jeho albu Bitches Brew). Rovněž doprovázel Herbieho Hancocka v jeho kapele The Headhunters. Své první sólové album The Jewel in the Lotus vydal v roce 1974. Během své kariéry spolupracoval s mnoha hudebníky, mezi které patří například Billy Hart, Lee Morgan, Lenny White a Horace Silver.